# غمار محمود
غمار محمود هو كاتب وروائي سوري من مواليد 1980. له عدة إصدارات من بينها رواية "مرآة بابل" التي حصلت على جائزة كتارا للرواية العربية عن فئة رواية غير منشورة عام 2017 ورواية ومسرحية "أبو الفضل الجابري" الحاصلة على جائزة دار الناجي نعمان في لبنان عام 2008.  كما أنه كاتب سيناريو لأفلام قصيرة منها فيلم الأطفال " فيلم "رياح كانون المبكرة" الذي شارك في مهرجان قرطاج الدولي في تونس عام 2012.

## السيرة المهنية
ولد غمار محمود في مدينة حمص، سوريا بتاريخ 15 يونيو 1980. وتخرج في كلية البعث في حمص حيث حصل على شهادة البكالوريوس في التربية وعلم النفس. وبعدها، انتقل إلى روسيا لدراسة التصوير السينمائي في جامعة سان بطرسبورغ لعلوم السينما والتلفزيون. وعمل محمود بعد تخرجه في عام 2008 كمصور سينمائي في المؤسسة العامة للسينما. وبدأت مسرته الأدبية في عام 2001 حيث نشر أول رواية له «حكايات الساعة الأخيرة» الصادرة عن دار التوحيدي. صُدر له حتى الآن خمس روايات منها «الطقس الأزرق» عام 2006 و«مرآة بابل» الحاصلة على جائزة كتارا للرواية العربية عن فئة روايات الفتيان غير المنشورة في عام 2017، كما له ثلاث مسرحيات منها مسرحية «أبو فضل الجابري» التي نالت على جائزة دار ناجي نعمان في لبنان في عام 2008.  وقد قام أيضا بتأليف وكتابة سيناريوهات لعدد من الأفلام ومنها فيلم «معالم دمشق في ألف ليلة وليلة» الذي عُرض على قناة تلاقي، وفليم الأطفال «رياح كانون المبكرة» الذي  عُرض في مهرجان قرطاج الدولي في تونس عام 2012. كما عمل كمدير تصوير للمخرج وضاح الفهد.

## المؤلفات

### الروايات
- حكايات الساعة الأخيرة، دار التوحيدي، 2001
- الطقس الأزرق، دار حوران، 2006
- مرآة بابل، جائزة كتارا للرواية العربية، 2016
- رحلة السفينة شمس، وزارة الثقافة السورية، 2018
- مغامرة على طريق الهند، دار نينوى للدراسات والنشر والتوزيع، 2019

### مسرحيات
- فجر المدن، دار حوران، 2005
- بعد الظهر، دار حوران، 2005
- أبو الفضل الجابري، 2008

### سيناريوهات
- معالم دمشق في ألف ليلة وليلة، عُرض على قناة تلاقي

### مسلسلات وأفلام قصيرة
- فيلم «رياح كانون المبكرة» للأطفال، شارك في مهرجان قرطاج الدولي في تونس، 2012
- مسلسل «عالم الألوان» للأطفال، إنتاج القناة التربوية

## الجوائز
- جائزة دار الناجي نعمان في لبنان عن مسرحية «أبو الفضل الجابري» في عام 2008.
- الجائزة الأولى في مسابقة مصطفى عزوز لأدب الطفل في تونس عن روايته «رحلة السفينة شمس» عام 2015.
- جائزة كتارا للرواية العربية عن روايته «مرآة بابل» عام 2017.